# Campeonato Mundial de Natação em Piscina Curta de 2021 - 50 m costas masculino
A prova dos 50 metros nado costas masculino do Campeonato Mundial de Natação em Piscina Curta de 2021 foi disputado entre 18 e 19 de dezembro de 2021, na Etihad Arena, em Abu Dhabi, nos Emirados Árabes Unidos.

## Recordes
Antes desta competição, os recordes mundiais e do campeonato nesta prova eram os seguintes:
|                       | Nome             | Nacionalidade | Tempo | Local | Data                  |
| --------------------- | ---------------- | ------------- | ----- | ----- | --------------------- |
| Recorde mundial       | Florent Manaudou | França        | 22.22 | Doha  | 6 de dezembro de 2014 |
| Recorde do campeonato | Florent Manaudou | França        | 22.22 | Doha  | 6 de dezembro de 2014 |

## Medalhistas
| Ouro               | Prata                                       |
| Kliment Kolesnikov | Christian Diener (GER) · Lorenzo Mora (ITA) |

## Resultados

### Eliminatórias
As eliminatórias ocorreram dia 18 de dezembro com um total de 49 nadadores.
| Colocação | Bateria | Raia | Nadador                | Nacionalidade              | Tempo | Notas            |
| --------- | ------- | ---- | ---------------------- | -------------------------- | ----- | ---------------- |
| 1         | 6       | 4    | Kliment Kolesnikov     | Federação Russa de Natação | 23.14 | Q                |
| 2         | 5       | 3    | Gabriel Fantoni        | Brasil                     | 23.15 | Q                |
| 3         | 3       | 4    | Shaine Casas           | Estados Unidos             | 23.23 | Q                |
| 4         | 5       | 5    | Pavel Samusenko        | Federação Russa de Natação | 23.26 | Q                |
| 5         | 6       | 5    | Christian Diener       | Alemanha                   | 23.28 | Q                |
| 6         | 4       | 6    | Kacper Stokowski       | Polónia                    | 23.33 | Q                |
| 7         | 4       | 5    | Guilherme Guido        | Brasil                     | 23.47 | Q                |
| 8         | 4       | 3    | Lorenzo Mora           | Itália                     | 23.49 | Q                |
| 8         | 4       | 7    | Jan Čejka              | Chéquia                    | 23.49 | Q,               |
| 10        | 5       | 4    | Michele Lamberti       | Itália                     | 23.50 | Q                |
| 11        | 5       | 2    | Mohamed Samy           | Egito                      | 23.54 | Q,               |
| 11        | 6       | 3    | Apostolos Christou     | Grécia                     | 23.54 | Q                |
| 13        | 5       | 6    | Ole Braunschweig       | Alemanha                   | 23.57 | Q                |
| 14        | 4       | 4    | Robert Glință          | Roménia                    | 23.58 | Q                |
| 15        | 5       | 7    | Simon Bucher           | Áustria                    | 23.63 | Q                |
| 16        | 6       | 1    | Alexis Santos          | Portugal                   | 23.75 | DES              |
| 16        | 6       | 2    | Tomáš Franta           | Chéquia                    | 23.75 | DES              |
| 18        | 6       | 7    | Grigori Pekarski       | Bielorrússia               | 23.77 |                  |
| 18        | 6       | 8    | Mewen Tomac            | França                     | 23.77 |                  |
| 20        | 5       | 1    | Won Young-jun          | Coreia do Sul              | 23.94 |                  |
| 21        | 5       | 8    | Doruk Tekin            | Turquia                    | 23.96 |                  |
| 21        | 6       | 6    | Viktar Staselovich     | Bielorrússia               | 23.96 |                  |
| 23        | 4       | 2    | Markus Lie             | Noruega                    | 23.98 |                  |
| 24        | 4       | 1    | Yohann Ndoye Brouard   | França                     | 44279 |                  |
| 25        | 4       | 0    | Michael Laitarovsky    | Israel                     | 24.32 |                  |
| 26        | 3       | 1    | Jerard Jacinto         | Filipinas                  | 24.40 | Recorde nacional |
| 26        | 4       | 9    | Srihari Nataraj        | Índia                      | 24.40 | Recorde nacional |
| 28        | 6       | 9    | Hugo González          | Espanha                    | 24.41 |                  |
| 29        | 5       | 0    | Lau Shiu Yue           | Hong Kong                  | 24.42 |                  |
| 30        | 4       | 8    | Yeziel Morales         | Porto Rico                 | 24.44 |                  |
| 31        | 6       | 0    | Charles Hockin         | Paraguai                   | 24.48 |                  |
| 32        | 3       | 7    | Jack Kirby             | Barbados                   | 24.71 | Recorde nacional |
| 33        | 5       | 9    | I Gede Siman Sudartawa | Indonésia                  | 24.76 |                  |
| 34        | 3       | 8    | Oleksandr Zheltiakov   | Ucrânia                    | 24.82 |                  |
| 35        | 3       | 9    | Filippos Iakovidis     | Chipre                     | 25.17 | Recorde nacional |
| 36        | 3       | 6    | Max Mannes             | Luxemburgo                 | 25.30 |                  |
| 37        | 2       | 4    | Akalanka Peiris        | Sri Lanka                  | 25.31 |                  |
| 38        | 3       | 5    | Maximillian Wilson     | Ilhas Virgens Americanas   | 25.49 |                  |
| 39        | 2       | 5    | Ali Al-Zamil           | Kuwait                     | 25.86 |                  |
| 40        | 3       | 0    | Gabriel Castillo       | Bolívia                    | 25.96 |                  |
| 41        | 2       | 3    | Felipe Jaramillo       | Equador                    | 26.18 | Recorde nacional |
| 42        | 3       | 2    | Omar Al-Rowaila        | Bahrein                    | 26.38 |                  |
| 43        | 3       | 3    | Abdellah Ardjoune      | Argélia                    | 26.56 |                  |
| 44        | 2       | 2    | Mekhayl Engel          | Curaçau                    | 26.68 |                  |
| 45        | 2       | 1    | Juwel Ahmmed           | Bangladesh                 | 44313 |                  |
| 46        | 2       | 6    | Tameea Elhamayda       | Catar                      | 27.80 |                  |
| 47        | 1       | 3    | Rohan Shearer          | Turcas e Caicos            | 28.96 |                  |
| 48        | 2       | 7    | Ahmed Al-Marzooqi      | Emirados Árabes Unidos     | 29.44 |                  |
| 49        | 2       | 8    | Papa Poku-Dwumoh       | Gana                       | 30.17 |                  |
| 49        | 1       | 4    | Souleymane Napare      | Burquina Fasso             | DNS   |                  |
| 49        | 1       | 5    | Yousef Al-Washali      | Iêmen                      | DNS   |                  |

Desempate
O desempate para a final ocorreu dia 18 de dezembro.
| Posição | Raia | Nadadora      | Nacionalidade | Tempo | Notas |
| ------- | ---- | ------------- | ------------- | ----- | ----- |
| 1       | 4    | Alexis Santos | Portugal      | 23.41 | Q,    |
| 2       | 5    | Tomáš Franta  | Chéquia       | 23.71 |       |

### Semifinal
A semifinal ocorreu dia 18 de dezembro.
| Colocação | Bateria | Raia | Nadador            | Nacionalidade              | Tempo | Notas            |
| --------- | ------- | ---- | ------------------ | -------------------------- | ----- | ---------------- |
| 1         | 1       | 5    | Pavel Samusenko    | Federação Russa de Natação | 22.74 | Q                |
| 2         | 2       | 4    | Kliment Kolesnikov | Federação Russa de Natação | 22.78 | Q                |
| 3         | 2       | 3    | Christian Diener   | Alemanha                   | 22.89 | Q                |
| 4         | 1       | 6    | Lorenzo Mora       | Itália                     | 23.13 | Q                |
| 4         | 2       | 5    | Shaine Casas       | Estados Unidos             | 23.13 | Q                |
| 6         | 1       | 2    | Michele Lamberti   | Itália                     | 23.15 | Q                |
| 7         | 1       | 3    | Kacper Stokowski   | Polónia                    | 23.17 | Q                |
| 8         | 1       | 7    | Apostolos Christou | Grécia                     | 23.26 | Q                |
| 9         | 1       | 1    | Robert Glință      | Roménia                    | 23.28 |                  |
| 10        | 1       | 8    | Alexis Santos      | Portugal                   | 23.35 | Recorde nacional |
| 11        | 1       | 4    | Gabriel Fantoni    | Brasil                     | 23.37 |                  |
| 12        | 2       | 2    | Jan Čejka          | Chéquia                    | 23.40 | Recorde nacional |
| 13        | 2       | 6    | Guilherme Guido    | Brasil                     | 23.51 |                  |
| 14        | 2       | 1    | Ole Braunschweig   | Alemanha                   | 23.54 |                  |
| 15        | 2       | 8    | Simon Bucher       | Áustria                    | 23.58 |                  |
| 16        | 2       | 7    | Mohamed Samy       | Egito                      | 23.65 |                  |

### Final
A final foi realizada em 19 de dezembro.
| Colocação        | Raia | Nadador            | Nacionalidade              | Tempo | Notas |
| ---------------- | ---- | ------------------ | -------------------------- | ----- | ----- |
| Medalha de ouro  | 5    | Kliment Kolesnikov | Federação Russa de Natação | 22.66 |       |
| Medalha de prata | 3    | Christian Diener   | Alemanha                   | 22.90 |       |
| Medalha de prata | 6    | Lorenzo Mora       | Itália                     | 22.90 |       |
| 4                | 4    | Pavel Samusenko    | Federação Russa de Natação | 22.93 |       |
| 5                | 7    | Michele Lamberti   | Itália                     | 22.94 |       |
| 6                | 1    | Kacper Stokowski   | Polónia                    | 22.98 |       |
| 7                | 2    | Shaine Casas       | Estados Unidos             | 22.99 |       |
| 8                | 8    | Apostolos Christou | Grécia                     | 23.08 |       |

Legenda
| Recorde mundial       | Recorde mundial (World record)               |                       | Recorde africano                      | Recorde africano (African) |                                           | Q | Classificado por posição (Qualified) |
| Recorde do campeonato | Recorde do campeonato (Championship record)  | Recorde da América    | Recorde da América (Americas)         | q                          | Classificado por melhor tempo (Qualified) |   |                                      |
| Melhor marca do ano   | Melhor marca do ano (World leading)          | Recorde asiático      | Recorde asiático (Asian)              | DNS                        | Não largou (Did not start)                |   |                                      |
| Recorde nacional      | Recorde nacional (National record)           | Recorde europeu       | Recorde europeu (European)            | DNF                        | Não terminou (Did not finish)             |   |                                      |
| Recorde pessoal       | Recorde pessoal do atleta (Personal best)    | Recorde da Oceania    | Recorde da Oceania (Oceania)          | DSQ / DQ                   | Desclassificado (Disqualified)            |   |                                      |
| Recorde da temporada  | Recorde da temporada do atleta (Season best) | Recorde sul-americano | Recorde sul-americano (South America) | NM                         | Sem marca (No mark)                       |   |                                      |